# 5684 Kogo
Az 5684 Kogo (ideiglenes jelöléssel 1990 UB2) a Naprendszer kisbolygóövében található aszteroida. Urata Takesi fedezte fel 1990. október 21-én.